# Carsten Egeberg Borchgrevink

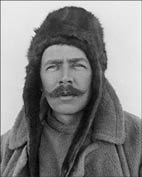
Carsten Borchgrevink

Carsten Egeberg Borchgrevink, nach anderen Quellen Carsten Eggeberg Borchgrevink (* 1. Dezember 1864 in Christiania, Norwegen; † 23. April 1934 in Oslo) war ein norwegischer Naturforscher und Polarreisender. Im ausgehenden 19. Jahrhundert widmete er sich intensiv der Antarktisforschung und betrat 1895 als einer der ersten Menschen das antarktische Festland.

## Jugend, Studium und erste Berufsjahre
Carsten Egeberg Borchgrevink wurde in der damals noch Christiania genannten norwegischen Hauptstadt Oslo in eine adlige Familie geboren; zu seinen direkten Vorfahrten in achter bzw. siebenter Generation gehörten die dänischen Hofkapellmeister Bonaventura und Melchior Borchgrevinck, die um 1600 lebten. Schon in frühester Jugend interessierte er sich für geographische Entdeckungen, insbesondere aus den antarktischen Regionen, nachdem er die Erlebnisberichte von James Cook, Faddej Faddejewitsch Bellingshausen und James Clark Ross gelesen hatte. Dies weckte in ihm den Wunsch, selbst einer Forschungsexpedition anzugehören. Borchgrevink absolvierte nach dem Besuch des Gjertsen-Gymnasiums ein dreijähriges Studium der Geologie, Forstwirtschaft und Geodäsie an der Forstakademie im sächsischen Tharandt. Trotz der erworbenen Fähigkeit, als Universitätsdozent zu arbeiten, entschloss er sich, nach Australien auszuwandern. Dort arbeitete er ein volles Jahrzehnt im Auftrag der zur Universität Sydney gehörenden Cooerwoll Academy als Landvermesser und Geologe bei der Erschließung neuer Gebiete des fünften Kontinents.

## DieAntarctic-Expedition
Im Jahre 1894 rüstete der norwegische Reeder Svend Foyn (1809–1894), einer der Erfinder der Walfangharpune mit Sprengkopf, ein Schiff aus, dessen Besatzung in den südlichen Eismeergewässern nach neuen Fanggründen für seine Walfangflotte suchen sollte, da die Bestände in den Nordmeeren durch die intensive Bejagung bereits stark dezimiert waren. Dieses Schiff, die unter dem Kommando des erfahrenen Kapitäns Leonard Christensen stehende Antarctic, wurde von Borchgrevink im Hafen von Melbourne bereits ungeduldig erwartet, wo er den Kapitän mit der Bitte bestürmte, sich der Expedition anschließen zu dürfen. Doch erst nachdem ein alkoholisiertes Mitglied der Besatzung im Hafenbecken ertrunken war, gab Christensen dem Drängen Borchgrevinks schließlich nach, erlegte ihm aber die gesamten Bordpflichten des verlorengegangenen Matrosen auf.
Am 23. Januar 1895 wurde am Kap Adare eine Bucht mit einem kleinen, eisfreien Strand gesichtet. Borchgrevink überzeugte Christensen nach einiger Diskussion von seinem unbedingten Wunsch, dieses Land zu betreten. In einem kleinen Beiboot setzten Borchgrevink, Christensen und vier weitere Männer zum Festland über. Borchgrevink, von der plötzlichen Angst getrieben, der Kapitän könne ihm zuvorkommen, schwang sich etwa 10 Meter vom Strand entfernt über Bord und watete durch das eiskalte Wasser an Land. Um 13.14 Uhr hatte mit Carsten Egeberg Borchgrevink vermeintlich erstmals ein Mensch einen Fuß auf das antarktische Festland gesetzt. Nicht auszuschließen ist, dass ihm am 7. Februar 1821 John Davis mit einer Anlandung an der Antarktischen Halbinsel zuvorgekommen war. Bei der einstündigen Untersuchung des Strandabschnitts entdeckte Borchgrevink zwei Arten von Lebermoosen und im Uferwasser eine Qualle, womit erstmals der Beweis der Existenz organisches Lebens unter der Eisdecke des Südlichen Eismeers erbracht war. Mit dieser bahnbrechenden Erkenntnis kehrte Borchgrevink zunächst nach Australien zurück.

## Die erste Antarktis-Überwinterung
siehe auch: Southern-Cross-Expedition
Im September 1895 fand in London der 6. Internationale Geographen-Kongress statt, den die Royal Geographical Society ausrichtete. 1500 Fachleute, darunter Koryphäen wie Georg von Neumayer, Sir Clements Markham oder Julius von Payer, erörterten eine Woche lang die neuesten Erkenntnisse ihrer Wissenschaft. Borchgrevink traf nach wochenlanger Überfahrt von Australien aus erst am letzten Tag der Konferenz in London ein und wurde am Eingang des Versammlungssaals wegen „unstandesgemäßer Kleidung“ zurückgewiesen. Erst mit einem geliehenen Frack wurde er endlich eingelassen. Die Fachwelt war von den mitgebrachten Funden des Norwegers begeistert. Die weitere Erforschung der Südpolarregion wurde zur dringlichsten Aufgabe der modernen Geographie erklärt. Borchgrevink lernte auf dem Kongress den Verleger Sir George Newnes (1851–1910) kennen, der ihm Unterstützung bei künftigen Expeditionen zusagte. Dieses Versprechen geriet jedoch vorübergehend in Vergessenheit. Hatte Borchgrevink zunächst allgemeine Aufmerksamkeit erregt und auf Vorträgen in Deutschland, den USA, oder Australien für seine weiteren Vorhaben werben können, erlahmte das Interesse bald wieder, und Borchgrevink begann wieder als Geologe in Australien zu arbeiten.
Erst im Frühjahr 1898 meldete sich Newnes wieder und unterbreitete Borchgrevink ein verlockendes Angebot. Falls der Norweger einen packenden Erlebnisbericht liefern könnte, würden sämtliche Kosten für eine Expedition vom Verlagshaus übernommen. Borchgrevink stimmte zu und erhielt einen Vorschuss von 35.000 Pfund Sterling, von denen er in Norwegen ein eistüchtiges Schiff, den von Colin Archer gebauten Walfänger Pollux erwarb, den er in Southern Cross umbenannte.

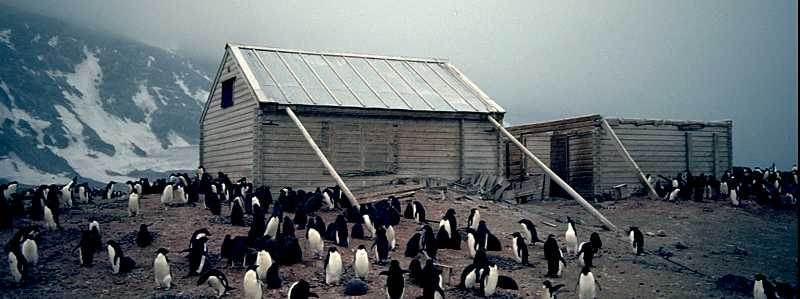
Borchgrevinks Hütte auf Cape Adare

Im Sommer 1898 verließ die Southern Cross mit 31 Mann Besatzung, Proviant für drei Jahre und 90 Schlittenhunden den Hafen von Kristiania. Nach einem Zwischenhalt auf Tasmanien erreichte das Schiff im Februar 1899 den Überwinterungsplatz in der Robertson-Bucht nahe Kap Adare, an dem neben Borchgrevink noch neun weitere Männer bis zum nächsten Jahr ausharren sollten. Das Ausladen der Ausrüstung erwies sich als sehr mühsam und zog sich bis zum März hin. Das Camp Riley genannte Lager bestand aus einer 5 × 5 Meter messenden Wohnhütte aus Holz, einem Lagerschuppen der gleichen Größe und einem als Wetter-Observatorium fungierenden 200 Meter entfernten Zelt.
Während der von Mitte Mai bis Ende Juli anhaltenden Polarnacht erkrankte der Biologe Hanson schwer an einer Mangelkrankheit, vermutlich Skorbut. Obwohl er sich vorübergehend wieder erholte, starb Hanson am 15. Oktober 1899 an einem Darmverschluss. Borchgrevink unternahm mehrere Erkundungsfahrten mit dem Hundeschlitten in die nähere Umgebung. Durch die widrigen Wetterbedingungen und die einseitige Ernährung mit Robben- und Pinguin-Fleisch kam allerdings ein Großteil der Zugtiere um.
Im Januar 1900 kehrte die Southern Cross zurück, um die Männer nach geglückter Überwinterung wieder abzuholen. Borchgrevink entschloss sich, nicht sofort zurückzukehren, sondern vom Schiff zum weiter südlich gelegenen Ross-Schelfeis gebracht einen Vorstoß in Richtung Südpol zu unternehmen. George, Duke of York, hatte für dieses Unternehmen einen Union Jack gestiftet. Von Savio und Colbeck begleitet, drang Borchgrevink am 16. Februar bis zu einer nie zuvor erreichten südlichen Breite von 78° 50’ vor und übertraf damit die Expedition von James Clark Ross um 72,5 Kilometer. Um nicht vom Schiff abgeschnitten zu werden, befahl er an diesem Punkt die Umkehr.
Mitglieder der Überwinterungsmannschaft:

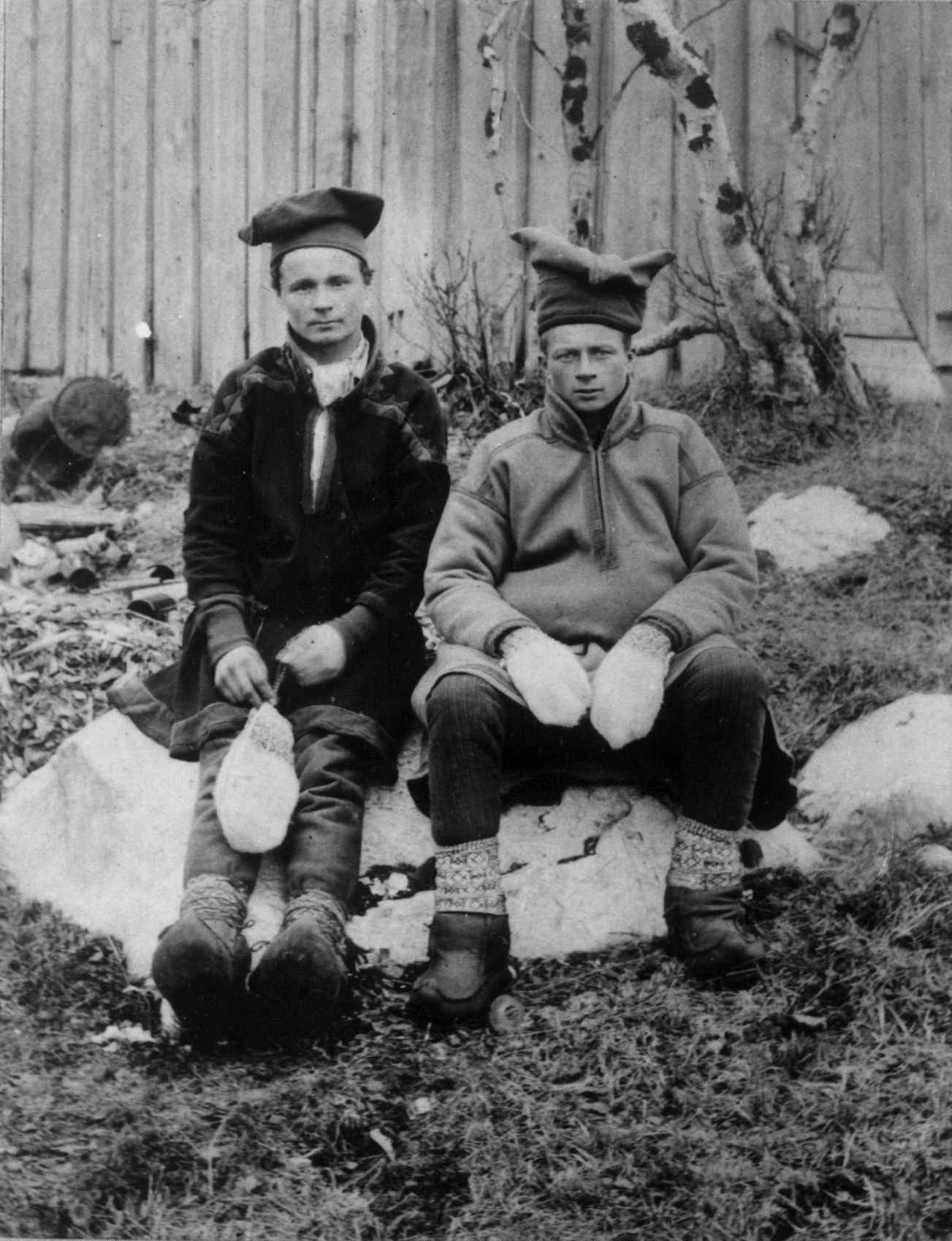
Die Samen Ole Must und Per Savio (etwa 1898). Fotograf: Ellisif Wessel

- Carsten Egeberg Borchgrevink: Norwegen – Leiter der Expedition, Geologe
- Louis C. Bernacchi (1876–1942): Australien – Meteorologe und Physiker
- William Colbeck (1871–1930): Vereinigtes Königreich – Assistenz-Meteorologe, Assistenz-Physiker, Proviantmeister
- Nicolai Hanson (1870–1899): Norwegen – Biologe, Präparator, verantwortlich für Brennstoff, Munition und Waffen
- Herluf Kløvstad (1868–1900): Norwegen – Arzt
- Hugh Evans (1874–1975): Vereinigtes Königreich – Assistenz-Zoologe, Jäger und Präparator
- Anton Fougner (1870–1932): Norwegen – Handwerker und wissenschaftlicher Assistent
- Kolbein Ellefsen (1874–1928): Norwegen – Zimmermann, Koch
- Ole Must (1878–1934): Norwegen – Same, verantwortlich für Hunde und Skiausrüstung
- Per Savio (1877–1905): Norwegen – Same, verantwortlich für Hunde und Skiausrüstung

Die zurückgelassenen Ausrüstungsgegenstände des Camps Riley sind noch erhalten und stehen unter dem Schutz des neuseeländischen Antarktis-Forschungsprogramms.

## Biografie der Jahre 1900 bis 1934
Nach der Rückkehr nach Europa veröffentlichte Borchgrevink 1904 in Newnes’ Verlag das Buch Das Festland am Südpol, welchem aber nur ein mäßiger Erfolg beschieden war.
Obwohl er mehrmals eine weitere Südpolarexpedition im Auftrag der Nationalen Geographischen Gesellschaft ankündigte, konnte er dieses Vorhaben nie mehr verwirklichen. 1902 untersuchte er Vulkanaktivitäten auf den Westindischen Inseln. Er schrieb Artikel über Literatur und Sport sowie das Buch The Game Of Norway (1920–1925). 1902 verlieh ihm die Royal Scottish Geographical Society für seine Verdienste die Silver Medal, die Royal Geographical Society ehrte den Entdecker 1930 mit ihrer höchsten Auszeichnung, der Patron’s Medal.
Er war Ritter des norwegischen Sankt-Olav-Ordens, Ritter des dänischen Danebrogordens, und Komtur des österreichischen Franz-Joseph-Ordens.
Carsten Egeberg Borchgrevink starb am 23. April 1934 in Oslo. 
Ihm zu Ehren sind in der Antarktis die Borchgrevink-Küste, der Borchgrevink-Gletscher und die Borchgrevink-Gletscherzunge im Viktorialand, der Tiefseegraben Borchgrevink-Canyon in der Somow-See, der Borchgrevink-Nunatak im Grahamland und der Gletscher Borchgrevinkisen sowie das Gebirge Carstensfjella im Königin-Maud-Land benannt.